# Jean Baptiste Kouame
Jean Baptiste Kouame, ofta kallad bara Jean Baptiste, är en amerikansk låtskrivare och musikproducent.

## Producerade låtar

### 2009
- Black Eyed Peas - The E.N.D.
  - "Boom Boom Pow" (samproducerad)[1]

- Blake Lewis - Heartbreak on Vinyl
  - "Left My Baby for You"

## Skrivna låtar

### 2003
- Black Eyed Peas - Elephunk
  - "Hands Up"[2]

### 2005
- Black Eyed Peas - Monkey Business
  - "Disco Club"[3]

### 2006
- Joy Denalane - Born & Raised
  - "Despite It All"[4]

- Fergie - The Dutchess
  - "Get Your Hands Up"[5]

- Noize Trip (ej utgivet)
  - "Cold"[6]
  - "Gaby"[7]
  - "Girl"[8]
  - "No Goodbyes"[9]
  - "Something Is Going On"[10]
  - "U Know I Love U"[11]
  - "Yesterday"[12]

### 2007
- Macy Gray - Big
  - "Treat Me Like Your Money" (featuring will.i.am)[13]

- will.i.am - Songs About Girls
  - "Invisible"[14]

### 2008
- SMAP - Super Modern Artistic Performance
  - "Here Is Your Hit"[15]

- apl.de.ap (ej utgivet)
  - "Beautiful Day"[16]
  - "Calling"[17]
  - "Dum"[18]
  - "Island"[19]
  - "Mama Filipina"[20]
  - "Pinay"[21]
  - "Take You to the Phillipines" (featuring Billy Crawford) [22]
  - "Tatana (U Can Dream)"[23]
  - "There She Goes"[24]
  - "We Be Working" (featuring will.i.am)[25]
  - "Without You" (featuring Makeba Riddick)[26]

- Makeba Riddick (ej utgivet)
  - "Flaunt It"[27]
  - "Sexy Fresh"[28]
  - "Staring at the Sun"[29]

### 2009
- will.i.am, Seal, Bono, Mary J. Blige, and Faith Hill
  - "America's Song"[30]

- Black Eyed Peas - The E.N.D.
  - "Rock That Body"
  - "Meet Me Halfway"
  - "Alive"
  - "Missing You"

- Kid Cudi - Man on the Moon: The End of Day
  - "Heart of a Lion (Kid Cudi Theme Music)"[31]

- Blake Lewis - Heartbreak on Vinyl
  - "Left My Baby for You"[32]

- Kid Sister - Ultraviolet
  - "Daydreaming"[33]
  - "What You Working With" (featuring Kelis) (ej utgiven)[34]

- Rihanna - Rated R
  - "Photographs"[35]

- Chris Brown - Graffiti - Deluxe edition
  - "Chase Our Love"
  - "They Say"

- Samuel (ej utgivet)
  - "Close Call"[36]
  - "Elizabeth"[37]

### 2010
- Kelis - Flesh Tone
  - "Intro"
  - "22nd Century"
  - "4th of July (Fireworks)"
  - "Home"
  - "Acapella"
  - "Scream"
  - "Emancipate"
  - "Brave"
  - "Song for the Baby"

- Cheryl Cole - Messy Little Raindrops
  - "Raindrops"
  - "Waiting"

### 2011
- Jennifer Lopez - Love?
  - "What Is Love? (Part II)"
- Kerli - Utopia
  - "Army of Love"
- Chris Brown - F.A.M.E.
  - "Look at Me Now"
  - "She Ain't You"
  - "Beautiful People"

### 2012
- Madonna - MDNA
  - "Gang Bang"
  - "I'm a Sinner"
  - "Love Spent"
- Nicki Minaj - Pink Friday: Roman Reloaded
  - "The Boys"
- Kreayshawn - Somethin' 'Bout Kreay